# Lyn-Z Adams
Lyn-Z Adams Hawkins é uma skatista californiana, nascida em 21 de setembro de 1989.

## História
Entrou para história do skate ao ser a primeira mulher a dropar a Mega Rampa e voltar um Mctwist (manobra no qual o skatista gira 540º segurando a parte da frente do skate com a mão), esta manobra foi executada em Grand Palais, Paris em 21 de dezembro de 2009 no evento Tony Hawk Show.

## Games
Jogos lançados da série Tony Hawks Pro Skater (série)
- Tony Hawk's Project 8